# 北日德蘭島

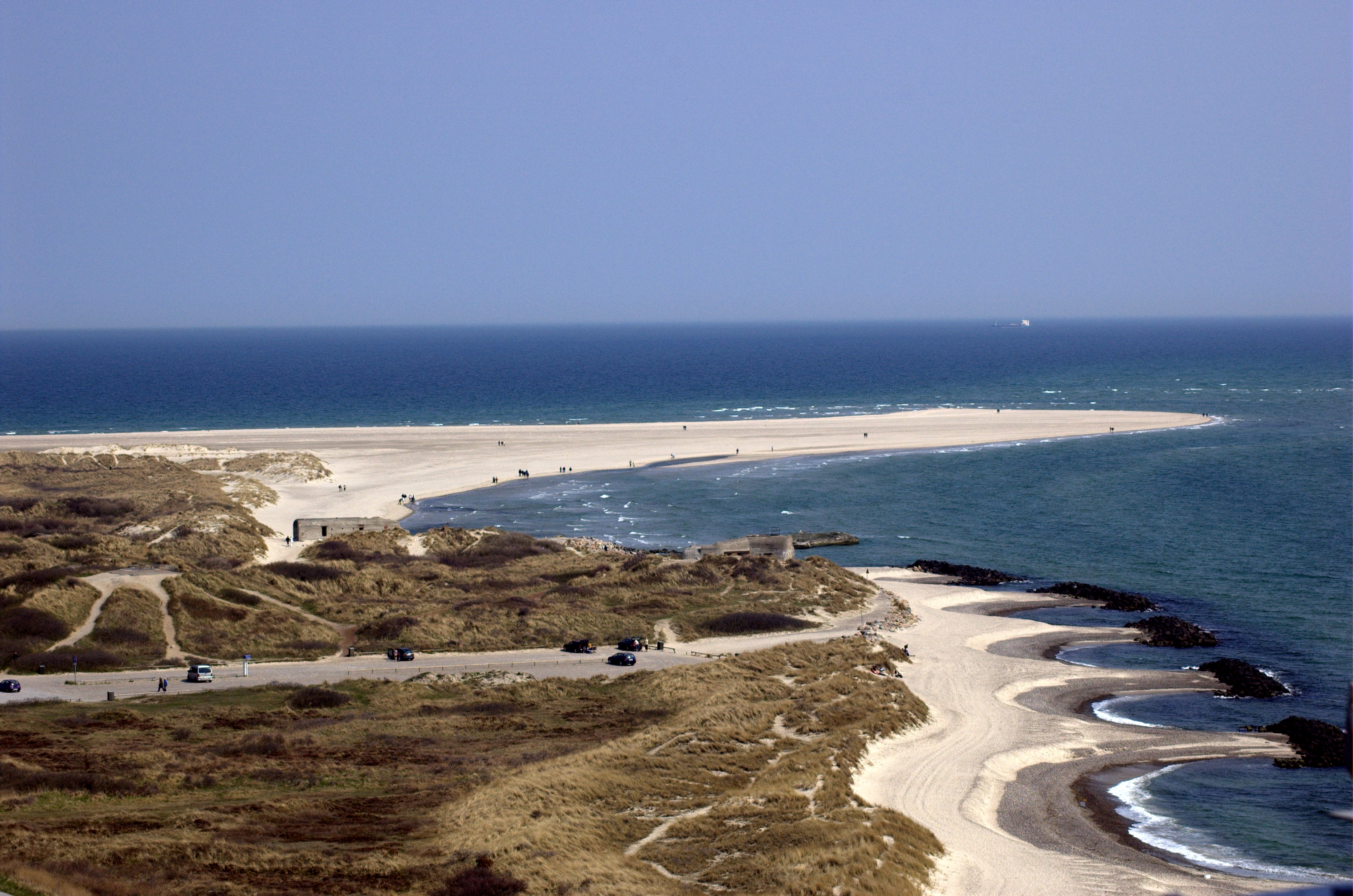

北日德蘭島（丹麥語：Nørrejyske Ø）是丹麥的島嶼，位於該國北部，由北日德蘭大區負責管轄，長194公里、寬71公里，面積4,685平方公里，最高點海拔高度136米，2012年人口299,198。
57°06′N 9°30′E / 57.100°N 9.500°E